# روبن ریورا (بازیکن فوتبال)
روبن ریورا (انگلیسی: Rubén Rivera؛ زادهٔ ۳ مهٔ ۱۹۸۵) بازیکن فوتبال اهل اسپانیا است.
از باشگاه‌هایی که در آن بازی کرده‌است می‌توان به باشگاه فوتبال لگانس، باشگاه فوتبال ولفسبرگر، باشگاه فوتبال دپورتیوو لاکرونیا، و باشگاه فوتبال آدمیرا واکر مودلینگ اشاره کرد.